# جداره ارجمندی
جداره ارجمندی مربوط به دوره پهلوی اول است و در تبریز، خیابان شریعتی شمالی، کوچه دکتر نوایی، طبقه بالای غذاخوری رضایی واقع شده و این اثر در تاریخ ۱۶ دی ۱۳۸۷ با شمارهٔ ثبت ۲۴۴۰۵ به‌عنوان یکی از آثار ملی ایران به ثبت رسیده است.